# Princesse Marie
Princesse Marie is een Franse televisiefilm over Marie Bonaparte in 2 delen uit 2004, geregisseerd door Benoît Jacquot, met Catherine Deneuve in de titelrol, en Isild Le Besco en Jowan Le Besco als de kinderen van de prinses.
Marie is bekend geworden door haar enthousiasme voor Sigmund Freud.